# XXXVII народно събрание
Тридесет и седмото народно събрание (XXXVII НС) е второто обикновено Народно събрание на България, съставено след падането на социалистическия режим през 1989 г. Събранието работи от 12 януари 1995 до 13 февруари 1997 г. Народното събрание е разпуснато преждевременно поради дълбоката криза, в която навлиза страната.
Първото му заседание е на 12 януари и е открито от най-възрастния депутат - Владимир Абаджиев от СДС (на 76 години). Председател  на XXXVII НС е Благовест Сендов.

## Резултати
| Партия / Коалиция   | Гласове   | Проценти | Мандати |
| ------------------- | --------- | -------- | ------- |
| Демократична левица | 2 262 943 | 43,50%   | 125     |
| СДС                 | 1 260 374 | 24,23%   | 69      |
| Народен съюз        | 338 478   | 6,51%    | 18      |
| ДПС                 | 283 094   | 5,44%    | 15      |
| БББ                 | 245 849   | 4,73%    | 13      |
| Общо:               | 4 390 738 | 84,41%   | 240     |

## Председател и заместник-председатели
- Благовест Сендов – председател

### Заместник-председатели
- Нора Ананиева
- Иван Куртев
- Атанас Железчев
- Юнал Лютфи
- Кристиян Кръстев

## Депутати от XXXVII НС, сътрудничили на специалните служби по време на комунистическия режим

### Народни представители от ДС
- Чавдар Добрев, вербуван през 1974 г. към Първо главно управление на ДС, отдел „Културно-историческо разузнаване“; агентурен псевдоним „ДИМИТЪР“[4]

### Народни представители от ДПС
- Юнал Лютфи
- Мюмюн Емин